# Municipio de Hanover (condado de Washington, Kansas)
El municipio de Hanover (en inglés: Hanover Township) es un municipio ubicado en el condado de Washington en el estado estadounidense de Kansas. En el año 2010 tenía una población de 887 habitantes y una densidad poblacional de 9,5 personas por km².

## Geografía
El municipio de Hanover se encuentra ubicado en las coordenadas 39°52′18″N 96°51′34″O / 39.87167, -96.85944. Según la Oficina del Censo de los Estados Unidos, el municipio tiene una superficie total de 93.4 km², de la cual 92,43 km² corresponden a tierra firme y (1,03 %) 0,96 km² es agua.

## Demografía
Según el censo de 2010, había 887 personas residiendo en el municipio de Hanover. La densidad de población era de 9,5 hab./km². De los 887 habitantes, el municipio de Hanover estaba compuesto por el 98,08 % blancos, el 0,68 % eran afroamericanos, el 0,11 % eran amerindios, el 0,11 % eran asiáticos, el 0,45 % eran de otras razas y el 0,56 % eran de una mezcla de razas. Del total de la población el 0,79 % eran hispanos o latinos de cualquier raza.